# Hyperolius vilhenai
Hyperolius vilhenai là một loài ếch thuộc họ Hyperoliidae.
Loài này có ở Angola và có thể cả Cộng hòa Dân chủ Congo.
Môi trường sống tự nhiên của chúng là rừng ẩm vùng đất thấp nhiệt đới hoặc cận nhiệt đới, xavan ẩm, sông ngòi, đầm nước, đầm nước ngọt, và đầm nước ngọt có nước theo mùa.